# Terminal Libertadores de América
Gran Terminal Terrestre Libertadores de América es un terrapuerto ubicado en la Av. Javier Pérez de Cuellar S/N, Ayacucho. en la ciudad de Ayacucho, cuenta con una moderna infraestructura y rapidez. Posee 2 niveles y cuenta con todo tipo de servicios para sus clientes.

## Servicios
Terminal Terrestre Libertadores de América, ofrece servicios para espera de pasajeros como:
- Conexión a Internet inalámbrica gratuita.
- Encomiendas.
- Librerías.
- Guarda Equipaje.
- Cafeterías.
- Servicio de Taxi.
- Restaurantes.
- Artesanías.
- Estacionamiento para vehículos.

## Buses y destinos

### Buses

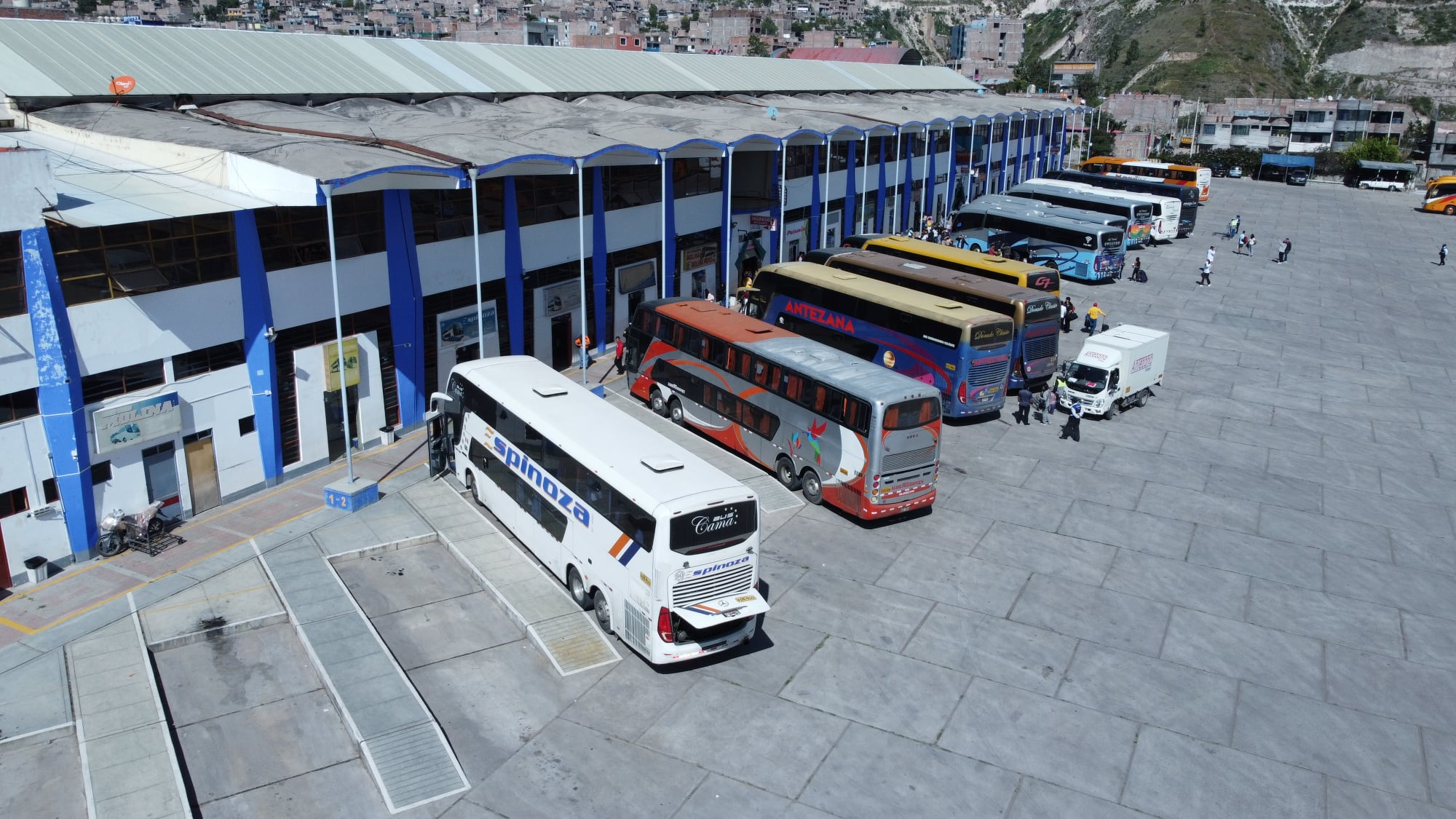

- Excluciva.
- Tour Perú.
- Libertadores.
- Expreso Espinoza.
- Turismo Oropesa.
- Antezana.
- Expreso Carmen Alto de Ayacucho.
- Wari.
- Palomino.
- Movil Bus.
- Divino Señor.
- Ronco Peru.
- Oropesa.
- Megabus.
- SumaqBus.
- Expreso pardo.
- Expreso Huamanguino.
- Guadalupe.
- Molina.
- Perla del sur.
- Expreso los Chankas.
- Sanchez.
- Qory Bus.

### Destinos nacionales
- Lima.
- Cuzco.
- Ica.
- Arequipa
- Huancayo.
- Huancavelica.
- Abancay.
- Andahuaylas.
- Pisco.
- Chincha.
- Cañete.
- Pichari.

### Destinos Departamental
- Huanta.
- Vraem.
- Pichare.
- Vilcas Huamán.
- Puquio.
- Coracora.
- La Mar.
- Víctor Fajardo.
- Cangallo.